# Сити Оупън 2014
Сити Оупън 2014 е турнир, провеждащ се в американската столица Вашингтон от 26 юли до 3 август 2014 г. Това е 46-ото издание от ATP Тур и 4-тото от WTA Тур. Турнирът е част от сериите 500 на ATP Световен Тур 2014 и категория „Международни“ на WTA Тур 2014.

## Сингъл мъже
- Милош Раонич побеждава  Вашек Поспишил с резултат 6–1, 6–4.

## Сингъл жени
- Светлана Кузнецова побеждава  Куруми Нара с резултат 6–3, 4–6, 6–4.

## Двойки мъже
- Жан-Жулиен Ройер /  Хория Текау побеждават  Сам Грот /  Леандер Паеш с резултат 7–5, 6–4.

## Двойки жени
- Сюко Аояма /  Габриела Дабровски побеждават  Хироко Кувата /  Куруми Нара с резултат 6–1, 6–2.